# Emiliano Zapata (Tabasco)
Emiliano Zapata – miasto w Meksyku w stanie Tabasco, siedziba gminy o tej samej nazwie, która w 2010 liczyła 29 518 mieszkańców. Miasto położone jest u nasady Półwyspu Jukatan, na prawym brzegu Usumacinty.

## Historia
Gdy Hiszpanie, odkrywszy Półwysep Jukatan, dotarli do ujścia Usumacinty, postanowili zapuścić się w górę rzeki. W miejscu, gdzie koryto rzeczne gwałtownie zwężało się dowódca ekspedycji, Juan de Grijalva postanowił założyć osadę, której nadał w 1518 r. nazwę pochodzącą od własnego nazwiska – Grijalva. W tym okresie okolicę osady zajmowały plemiona Majów, których państwo Grijavala postanowił podbić. Dlatego osada miała się stać w krótkim czasie fortecą i bazą zaopatrzeniową nowej wyprawy.
Po drugiej stronie rzeki znajdowało się miasto zamieszkane przez Majów – Iztapan, o którego pochodzeniu i rozwoju niewiele wiadomo. Mimo to pewnym jest, że gdy Hernán Cortés dotarł do rejonu Usumacinty w trakcie swojej wyprawy konkwistadorskiej do Hondurasu w 1525 r. wszystkie okoliczne miasta Majów opustoszały. Dawny fort Grijalvy także popadł w ruinę wskutek pomoru załogi zapadłej na malarię. Wielu badaczy twierdzi, że Iztapan zajmował także tereny położone dziś w granicach Emiliano Zapaty, utrzymując, że zajęli te terytoria po zlikwidowaniu pierwotnej kolonii Grijalva.